# Anvers (métro de Paris)
Pour les articles homonymes, voir Anvers (homonymie).
Anvers est une station de la ligne 2 du métro de Paris, située à la limite des 9e et 18e arrondissements de Paris.

## Situation
La station est implantée à la limite administrative entre le quartier de Rochechouart au sud et le quartier de Clignancourt au nord. Elle se trouve sur le flanc sud de la butte Montmartre, sous le boulevard Marguerite-de-Rochechouart au niveau de la place d'Anvers. Approximativement orientée selon un axe est-ouest, elle s'intercale entre les stations Pigalle et Barbès - Rochechouart.
En direction de Nation, il s'agit de la dernière station souterraine précédent la section aérienne de la ligne, dont le viaduc se termine entre les stations Jaurès et Colonel Fabien. Elle est également précédée d'un raccordement de service avec la ligne 4 puis avec la ligne 5 sur la voie pour cette même direction, embranché en pointe selon l'axe de la rue de Dunkerque. Constituant le plus long raccordement du réseau, il donne également accès, sur l'ancienne boucle terminale de la ligne 5, à la station Gare du Nord USFRT, fermée au public depuis le prolongement de cette ligne jusqu'à Église de Pantin en 1942, et qui assure aujourd'hui la formation des conducteurs du métro de Paris.

## Histoire
La station est ouverte le 7 octobre 1902 avec la mise en service du deuxième tronçon de la ligne 2 Nord depuis Étoile (actuelle station Charles de Gaulle - Étoile), dont elle constitue alors le terminus provisoire depuis Porte Dauphine jusqu'au 2 avril 1903, date à laquelle la ligne est prolongée une seconde fois jusqu’à Bagnolet (aujourd'hui Alexandre Dumas). Cette même ligne devient plus simplement la ligne 2 le 17 octobre 1907 à la suite de l'absorption de la ligne 2 Sud (correspondant à une large part de l'actuelle ligne 6) par la ligne 5, intervenue le 14 octobre précédent.
La station doit sa dénomination à sa proximité avec la place d'Anvers d'une part et le square d'Anvers d'autre part, lesquels portent le nom de la ville belge d’Anvers où des troupes françaises remportèrent une victoire sur les Néerlandais lors du siège de la citadelle d'Anvers en 1832.
La station porte comme sous-titre Sacré-Cœur afin de rappeler sa relative proximité avec la basilique du Sacré-Cœur de Montmartre, édifice religieux parisien majeur.
Dans les années 1960, les quais font l'objet d'une première modernisation par la mise en place d'un carrossage métallique sur les piédroits, doté de montants horizontaux de couleur vert d'eau ainsi que de cadres publicitaires dorés, éclairés par le haut. Cet aménagement, alors largement déployé sur le réseau en tant que moyen de rénover les stations rapidement et à moindre coût, voit ses lambris métalliques repeints en bleu dans les années 1990 et ses bancs remplacés par des sièges de style « Motte » jaunes, lesquels rompent ainsi l'uniformité colorimétrique de la décoration.
Dans le cadre du programme « Renouveau du métro » de la RATP, les quais bénéficient d'une seconde rénovation en 2010, ce qui entraîne le retrait définitif du carrossage publicitaire des piédroits au profit d'un renouvellement du carrelage blanc biseauté d'origine.
Le 1er avril 2016, la moitié des plaques nominatives sur les quais de la station sont remplacées par la RATP pour faire un poisson d'avril le temps d'une journée, comme dans douze autres stations sur le réseau. Les nouvelles pancartes reprennent alors le nom d'origine (sans son sous-titre), mais sont humoristiquement tournées à l'envers afin de jouer sur l'homophonie entre « Anvers » et « envers ».

## Services aux voyageurs

### Accès
La station dispose d'un unique accès intitulé « Boulevard de Rochechouart - Sacré-Cœur », débouchant sur le terre-plein central du boulevard précité face au no 70, qui fait l'angle avec la rue de Steinkerque. Constitué d'un escalier fixe, il est orné d'un édicule Guimard, lequel fait l'objet d'une inscription au titre des monuments historiques par l'arrêté du 29 mai 1978, protection renouvelée le 12 février 2016. Cet entourage a la particularité de porter la signature de son architecte Hector Guimard, sur la plaque de lave émaillée incorporant le mot « Métropolitain ».

Accès à la station
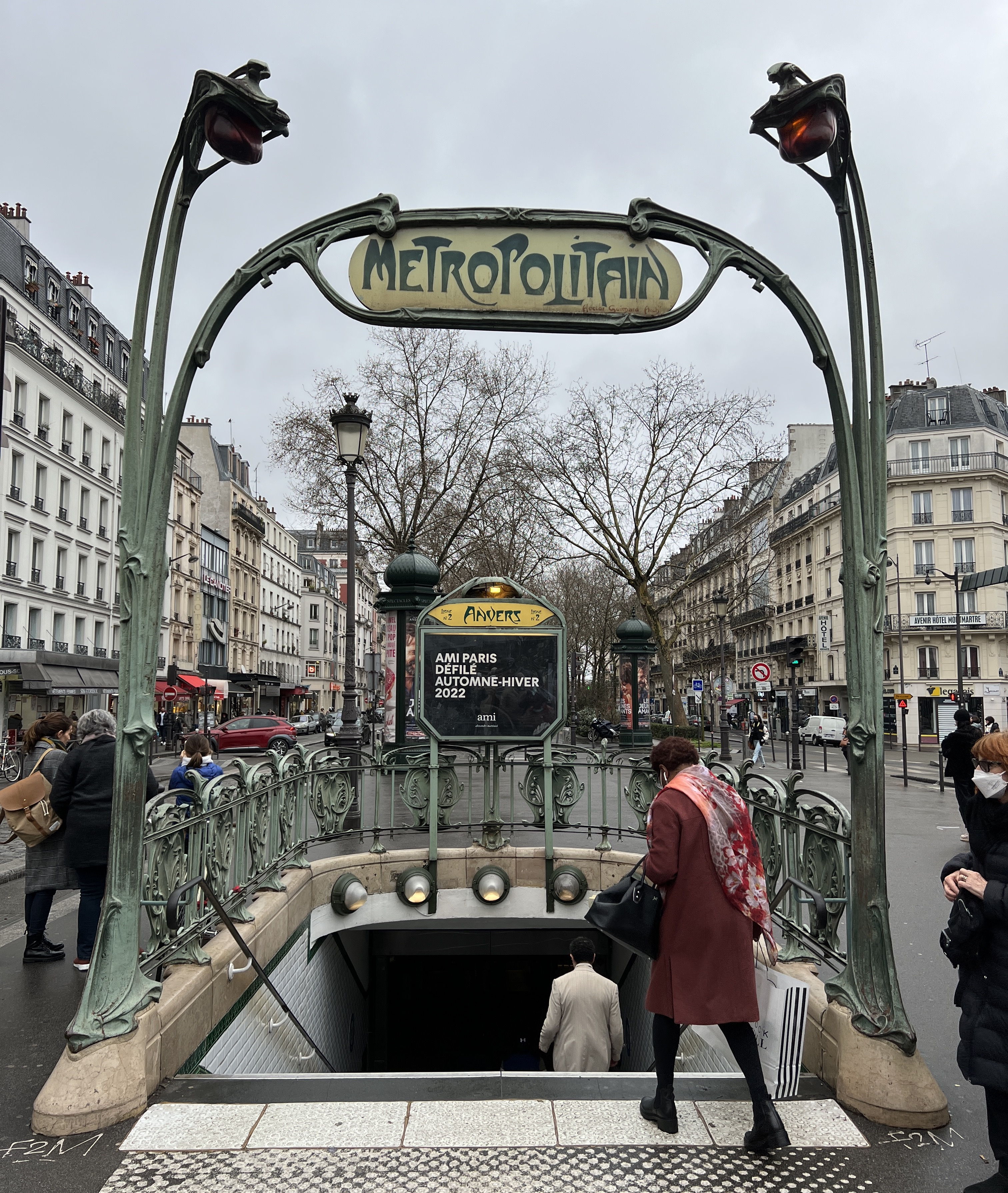
L'unique entrée de la station.
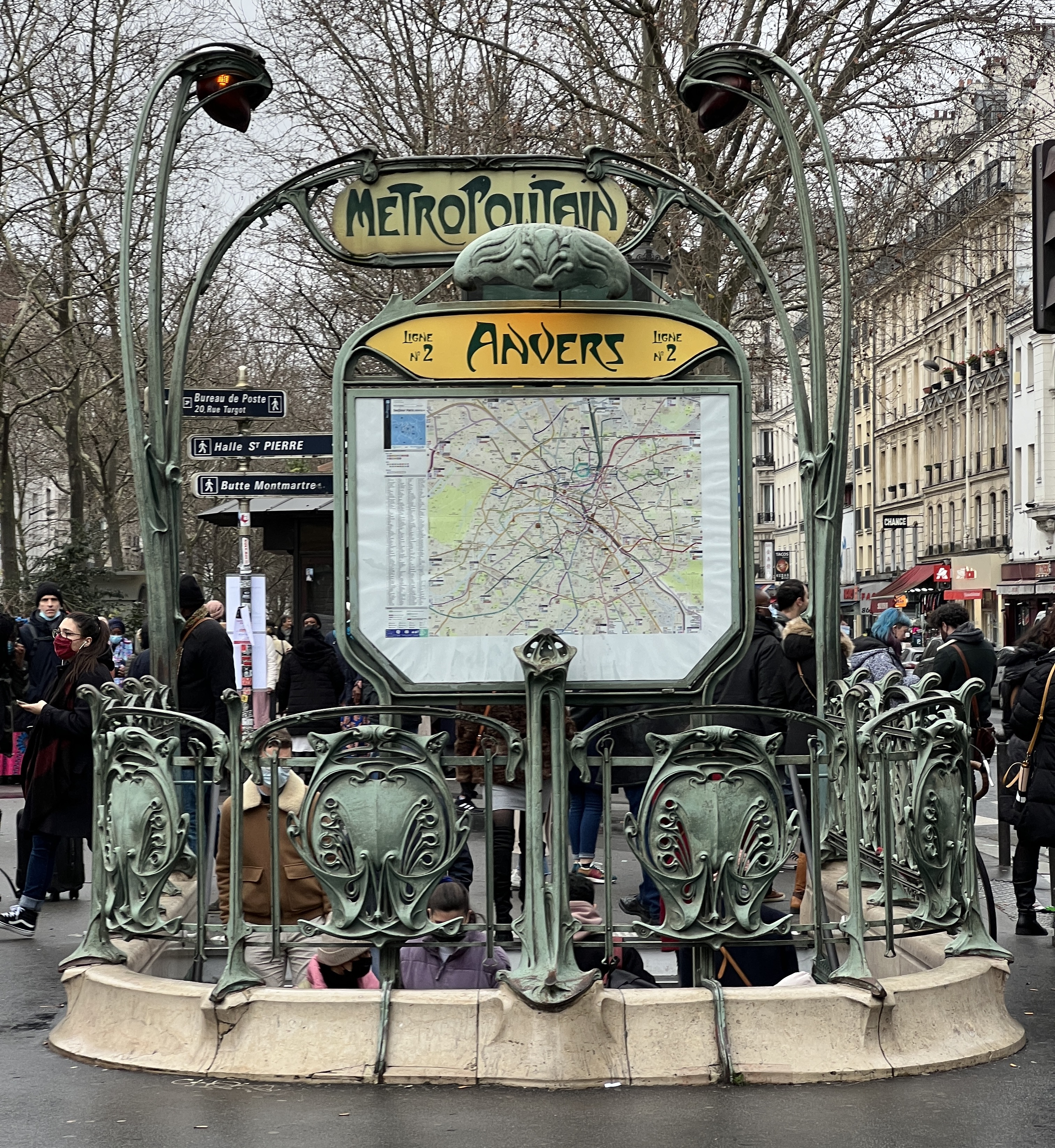
Vue arrière de l'édicule.
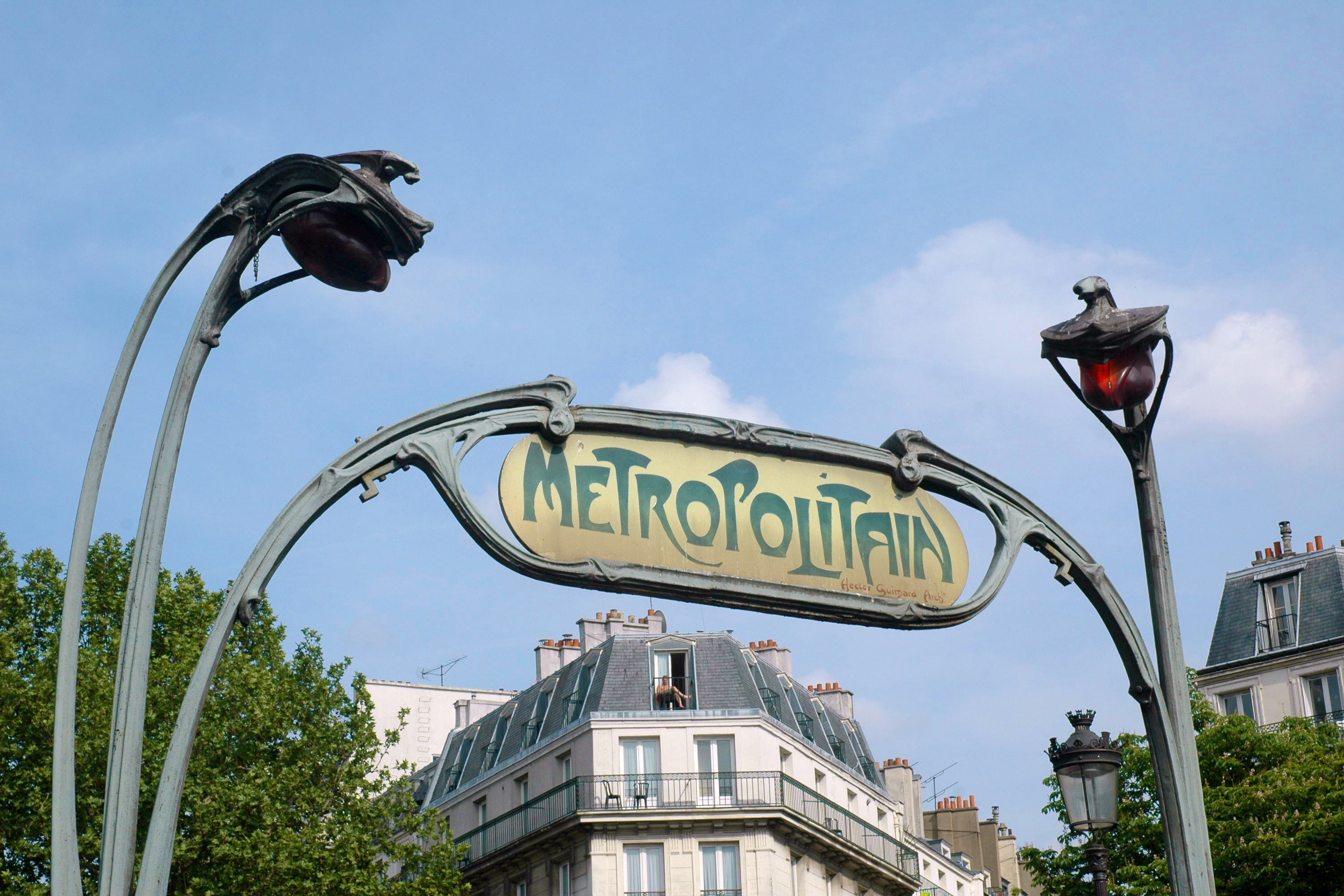
Détail du portique mouluré signé par Hector Guimard.

### Quais
Anvers est une station de configuration standard pour le métro de Paris : elle possède deux quais, d'une longueur conventionnelle de 75 mètres, séparés par les voies du métro situées au centre et la voûte est elliptique. La décoration est du style utilisé pour la majorité des stations du métro : les bandeaux d'éclairage sont blancs et arrondis dans le style « Gaudin » du renouveau du métro des années 2000, et les carreaux en céramique blancs biseautés recouvrent les piédroits, la voûte ainsi que les tympans. Les cadres publicitaires sont en céramique blanche également et le nom de la station est inscrit en police de caractères Parisine sur des plaques émaillées. Les sièges sont de style « Akiko » de couleur verte.

Quais de la station
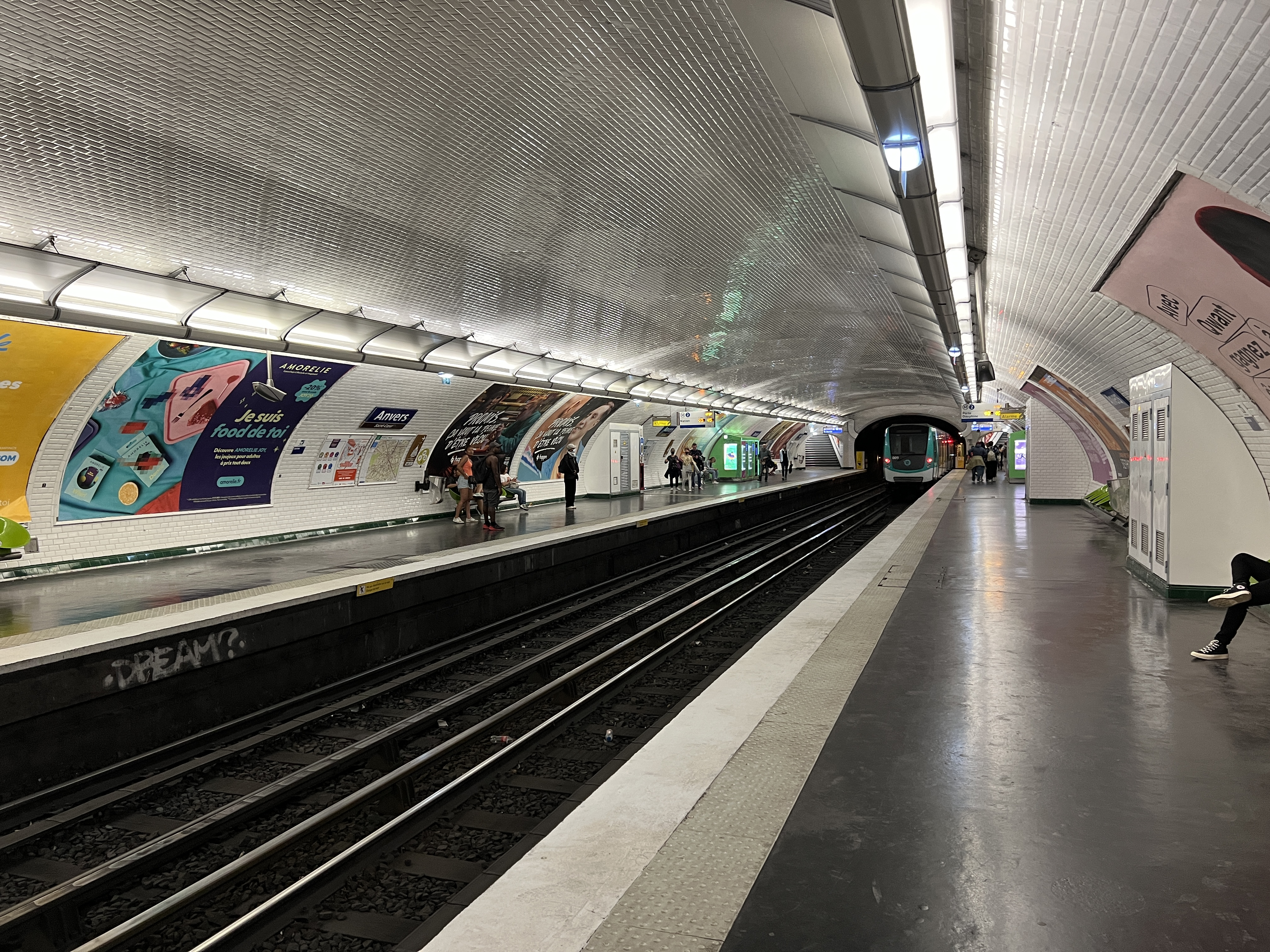
Les quais vus en direction de Porte Dauphine.
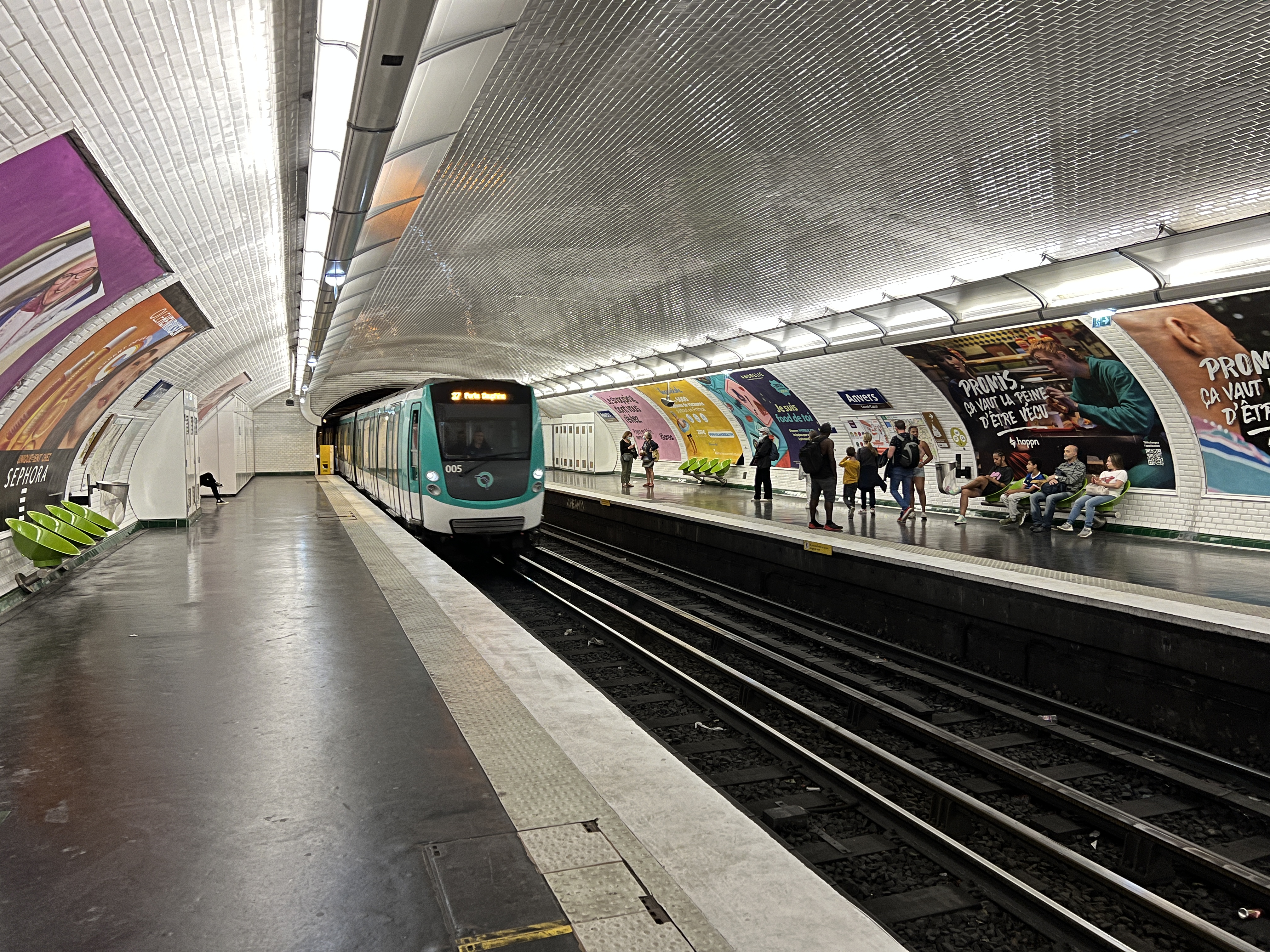
Entrée d'une rame MF 01 en direction de Porte Dauphine.
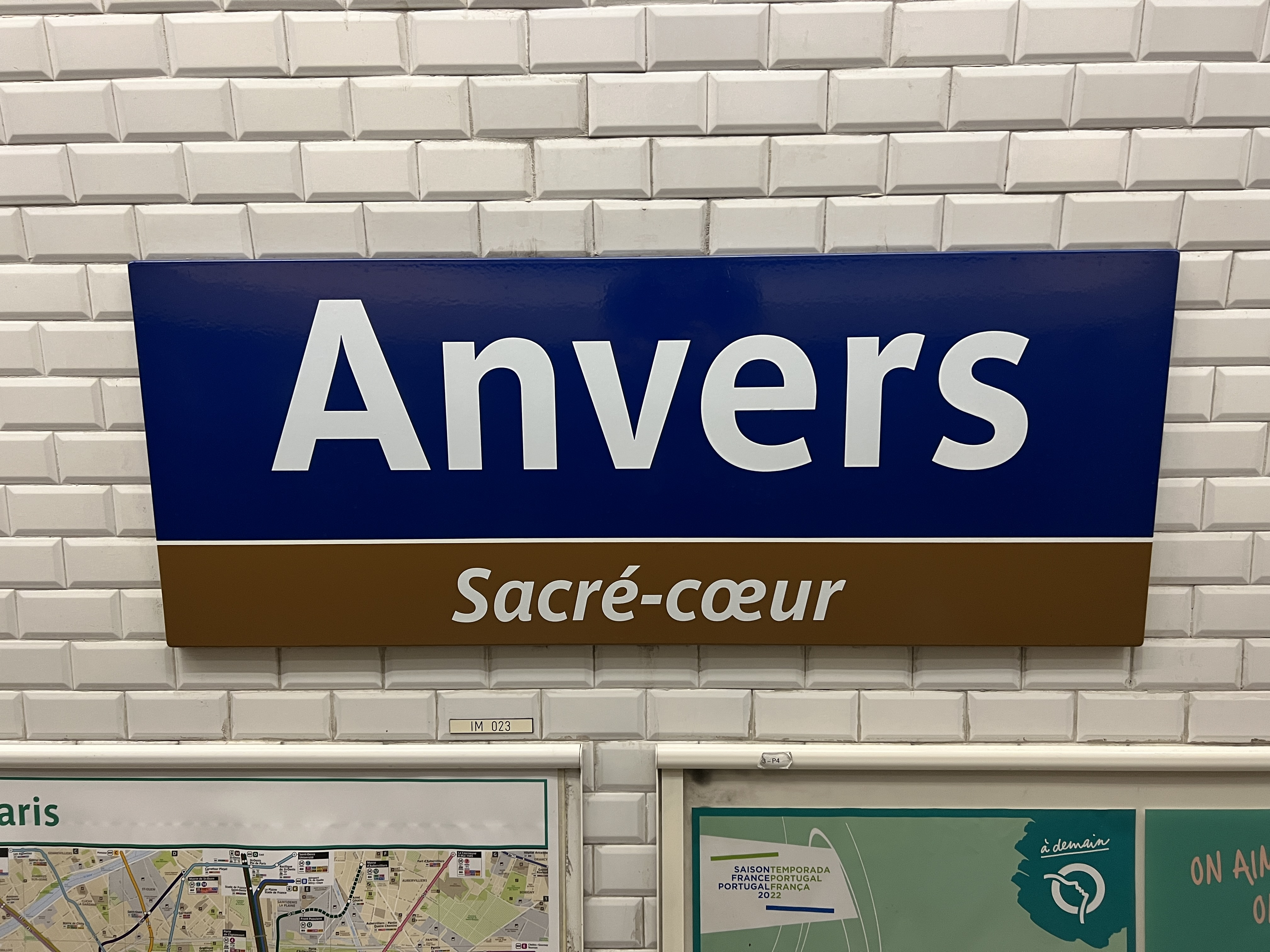
Plaque émaillée indiquant le nom de la station.

### Intermodalité
La station est desservie par les lignes 54 et 85 du réseau de bus RATP et, la nuit, par les lignes N01 et N02 du réseau Noctilien.
En empruntant la rue de Steinkerque jusqu'à la place Saint-Pierre, une correspondance est possible avec la gare basse du funiculaire de Montmartre, également accessible depuis la station Abbesses sur la ligne 12, toujours par la voirie.

## Fréquentation
Nombre de voyageurs entrés à cette  station :
| Année                      | 2013      | 2014      | 2015      | 2016      | 2017      | 2018      | 2019      | 2020      | 2021      |
| -------------------------- | --------- | --------- | --------- | --------- | --------- | --------- | --------- | --------- | --------- |
| Nombre de voyageurs par an | 6 888 848 | 6 780 971 | 6 432 199 | 5 890 665 | 6 032 609 | 6 047 635 | 5 643 147 | 2 450 333 | 3 420 749 |
| Rang                       | 44e       | 47e       | 53e       | 61e       | 59e       | 62e       | 67e       | 88e       | 85e       |
| Nombre de stations         | 302       | 302       | 302       | 302       | 302       | 302       | 302       | 304       | 304       |

## À proximité
- Versant sud de la butte Montmartre
- Square d'Anvers - Jean-Claude-Carrière
- Élysée-Montmartre
- Le Trianon
- Théâtre de l'Atelier
- Collège-lycée Jacques-Decour
- Square Louise-Michel
- Halle Saint-Pierre
- Basilique du Sacré-Cœur de Montmartre (accessible par le funiculaire de Montmartre)

## Projet
Dans le cadre de la reconstruction du funiculaire de Montmartre entre 1990 et 1991, la RATP envisageait initialement de le prolonger en tunnel jusqu'à la station de métro afin de faciliter la correspondance avec la ligne 2, mais cette solution fut abandonnée en raison de son coût jugé trop important.